# Lils Mackintosh
Lilian Margaret (Lils) Mackintosh (Amsterdam, 11 juni 1955 – aldaar, 5 december 2023) was een Nederlandse jazz- en blueszangeres, componiste, actrice en schrijfster. Ze wordt beschouwd als een van de meest vooraanstaande Nederlandse artiesten in genoemde muziekgenres. Mackintosh heeft gewerkt met uiteenlopende artiesten zoals Oscar Peterson, B.B. King, Scott Hamilton, Rita Reys, het Rosenberg Trio, Cor Bakker, Madeline Bell, Hans Dulfer, Candy Dulfer, Louis van Dijk, The Beets Brothers, Georgie Fame en the Dutch Swing College Band. 

## Biografie

### Vroege jaren (1972-1990)
Lils Mackintosh was de dochter van Max Woiski jr. (Max Rene Valentino Mackintosh, destijds getrouwd met Margaretha Alexandra Hermsen, een echtscheiding volgde in 1956; hij werd voogd). Ze is kleindochter van Max Woiski sr. In 2015 meldde Mackintosh, dat vader soms gewelddadig was.
Als dochter van zowel een muzikale vader als moeder leek een carrière als muzikant voor de hand te liggen, maar ze wilde toch voornamelijk onderwijzeres worden. Toch bleef het podium lonken. Zij werd op 17-jarige leeftijd ontdekt door de acteur Jack Monkau en verliet de kweekschool voor een muzikale carrière. Mackintosh begon haar professionele carrière met een rol in de musical Hair en speelde daarna rollen in de hardrockopera Ik, Jan Cremer  en de Joop van den Ende-musical Barnum. Daarnaast speelde ze in verschillende rock- en hardrockbands en maakte ze een tournee door onder meer Soedan, Koeweit en Egypte, samen met haar gezin.
In deze periode werkte ze ook samen met grootheden zoals Oscar Peterson en B.B. King. In 1977 bracht zij haar eerste jazzsingle uit, een cover van de Rodgers en Hart standard 'My Funny Valentine'. In haar jeugd bezocht ze koningin Juliana der Nederlanden (koosnaam "Tante Juliana") en Bernhard van Lippe-Biesterfeld, haar vader en de prins waren vrienden.

### Overgang naar jazz (1990-2023)
Het winnen van de vocalistenprijs van het Nederlands Jazzconcours Breda, zorgde voor een beslissende wending in haar carrière. Vanaf dat moment trad Mackintosh veelvuldig op in binnen- en buitenland en stond ze meerdere malen op het North Sea Jazz Festival.
In 1993 debuteerde Mackintosh met haar jazzalbum It’s not perfect to be easy en kreeg zij direct erkenning in de vorm van een Edison Jazz-nominatie. In 1994 verscheen de cd This is the strangest life I've ever known, in 1997 gevolgd door het album Seasons.
Omdat Mackintosh zich als artiest wilde blijven ontwikkelen, richtte zij in 1998 haar eigen 'Lils Mackintosh & The Swing Cats' op. Daarnaast keerde ze terug naar het theater, waar ze samenwerkte met de Beets Brothers, de Stylus Horns en het Rosenberg Trio.
Haar vierde album, Black girl, een ode aan de Amerikaanse blueszanger en gitarist Huddie Ledbetter, werd geproduceerd door Hans Dulfer en leverde haar in 2000 de Edison Jazz Award op. Haar vijfde cd, In the wee small hours of the morning, was een intieme liveopname in het Bimhuis in Amsterdam en was in 2002 een van de eerste opnamen die op het audiofiele SACD werd uitgebracht. In dat jaar was Mackintosh samen met Hans Dulfer te zien op de jazz-dvd The Beets Brothers Live In Holland.
De samenwerking met tenorsaxofonist Wouter Kiers leidde in 2005 tot het conceptalbum Comes love; daarnaast bleef Mackintosh veel optreden in binnen- en buitenland.
Na een paar tumultueuze jaren kwam Mackintosh in 2008 met het album About crazy, waarin ze haar persoonlijke ervaringen verwerkte. Daarnaast wilde zij een album maken waarin het karakteristieke Hammondorgel veelvuldig gebruikt zou worden. Dit album markeerde ook de start van de langdurige samenwerking en vriendschap met de tenorsaxofonist Clous van Mechelen.
Het album A fine romance werd in 2010 uitgebracht en is een geremasterde versie van haar debuutalbum. Op dit album werd veel aandacht besteed aan de balans tussen stem en band en het bereiken van een zeer hoge geluidskwaliteit. Deze uitgave werd veelal als referentie gebruikt bij het demonstreren van hoogwaardige geluidsapparatuur.

### Masterclasses
Mackintosh begon in 1995 met het geven van workshops en masterclasses. Op jazzfestivals en muziekscholen begeleidde ze jonge talenten in het leren gebruiken van alle mogelijkheden van de stem, de presentatie op een podium en het overwinnen van plankenkoorts.

### Overlijden
Haar laatste jaren had ze te lijden onder een slechte gezondheid (reuma en longaandoening), waardoor ze voor transport gebonden was aan een scootmobiel. Ze werd (ook op deze manier) een bekende verschijning in de wijk IJburg. Mackintosh overleed op 5 december 2023 op 68-jarige leeftijd.

## Stem
Mackintosh had een stemgeluid dat associaties kon oproepen met dat van Billie Holiday. Toch was de overeenkomst beperkt. Wat Mackintosh met Billie Holiday deelde, was het vermogen om een nummer in te voelen en geheel eigen te maken, verder had haar stem een heel eigen karakter. Mackintosh had een bereik van meerdere octaven, maar zong in twee duidelijk verschillende registers. Het lage register had een bluesachtige klank en een vol, warm en doorleefd geluid, terwijl het hoge register hees en omfloerst klonk: soms swingend, soms melancholisch maar altijd met een breekbaar randje. Mackintosh had daarnaast een direct herkenbare sound en exemplarische timing.

## Discografie

### Studioalbums
- It's not perfect to be easy (1993)
- This is the strangest life I've ever known (1994)
- Seasons (1997)
- Black girl (1999)
- Comes love (2005)
- About crazy (2008)
- A fine romance (2010)
- 40 years on stage (2012)

### Livealbum
- In the wee small hours of the morning (2002)

### Dvd
- Beets Brothers Live in Holland met Hans Dulfer en Lils Mackintosh (2003)

### Gastoptredens
- Beets Brothers - Live in Holland (cd, 2003)
- The Andrew Read Trio - Winter of my dreams (2004)
- The Dutch Swing College Band - A Happy Dixie Christmas (2005)
- The Dutch Swing College Band - When you're Smiling (2007)

## Publicatie
- Iedereen kan zingen, alleen niet allemaal even mooi (2007)

## Theater
- Hair - rockopera (1972)
- Tour in Soedan en Egypte met The Jeanet Dance Sensation (1978)
- Hard rose, knal blauw - theater (1983)
- IK, Jan Cremer - rockopera (1984)
- Barnum - musical (1989)
- The Jazz Night - theatershow met onder meer het Rosenberg Trio (1998)
- Kookrevue - met Joop Braakhekke (2000)
- LILS-SSST - talkshow (2007)

## Prijzen en nominaties
- Werftheaterprijs - voor de theaterproductie Hard rose, knal blauw (1983)
- Vocalistenprijs - Nederlands Jazzconcours Breda (1990)
- Edison Jazz Award-nominatie - cd It's not perfect to be easy (1993)
- Edison Jazz Award - cd Black girl (2000)
- Meer Jazz prijs, vocaliste (2012)

- International Standard Name Identifier: 0000 0003 9439 6554
- MusicBrainz: d5371e3f-147f-42b4-9a2a-568db58da913
- Nederlandse Thesaurus van Auteursnamen: 108749568
- Virtual International Authority File: 288919818
- WorldCat: E39PBJpJfKDRYX7wGKbd6q8Qv3